# 안드레아 (불가리아의 가수)
안드레아(불가리아어: Андреа, 영어: Andrea, 1987년 1월 23일 ~ )는 불가리아의 가수, 배우이다.

## 음반 목록
- Огън в кръвта (Ogan v kravta) (2008)
- Мен си търсил (Men si tarsil) (2009)
- Andrea (2010)
- Лоша (Losha) (2012)